# ムールード・マムリ
ムールード・マムリ（Mouloud Mammeri、1917年12月28日 - 1989年2月26日）は、アルジェリアの作家、人類学者、言語学者。アルジェ大学の教授であり、特にベルベル人（アマジグ人）の言語・文化の専門家として、ベルベル語による初の文法書を執筆し、カビール語の古詩や物語、民族音楽を紹介した。1980年、ティジ・ウズ大学で行われる予定であった彼の講演会が中止になったことをきっかけに、ベルベルの春が起こり、ベルベル文化復興運動につながった。『忘れられた丘』、『阿片と鞭』など植民地主義、第二次大戦、アルジェリア独立戦争、独立後のアルジェリアを題材とする小説を発表し、フランス語マグレブ文学の先駆とされる。

## 生涯

### 背景・教育
ムールード・マムリは1917年12月28日、アルジェリア北部の大カリビー地方タウリルト・ミムン（Taourirt Mimoun、現アイト・イェンニの一地区）に生まれた。ベルベル人の一民族カビール人であり、一家は代々武器鍛冶職人であった。父はカビールの伝統を受け継ぐ詩人でもあり、また、アミン（amin）という村長職に就いていた。
地元の小学校を卒業した後、11歳からラバト（モロッコ）の叔父のもとに身を寄せ、リセ・グーロー（現リセ・デカルト）に通い、卒業後、アルジェのリセ・ビュジョー（現リセ・エミール＝アブデルカデル）、さらにパリのリセ・ルイ＝ル＝グランに学んだ。早くも13歳でラシーヌを読み、外国の古典文学、特にロシア文学とアメリカ文学に親しんだ。
1938年に初めてモロッコのフランス文学雑誌『アグダル（Aguedal）』にベルベル社会に関する記事を発表したが、1939年に第二次大戦が勃発すると動員され、シェルシェル陸軍士官学校（École militaire de Cherchell、ティパザ県）に入り、翌1940年に復員したが、1942年に再度召集され、イタリア戦、次いでフランス戦、ドイツ戦に参加した。
終戦後、ソルボンヌ大学で古典文学を専攻し、1947年9月に文学の大学教授資格を取得。1947年から1948年にかけてアルジェリア北部メデア（メデア県の県都）、次いでアルジェ近郊のベン・アクヌンでフランス文学を教えた。

### アルジェリア独立戦争
1952年に処女作『忘れられた丘』をフランスのプロン社から発表した。故郷のカビリー地方を舞台に、植民地主義と第二次大戦によって民族の伝統的価値が失われて行く過程を描いた小説であり、フェミナ賞、ゴンクール賞、アンテラリエ賞、ルノードー賞とフランスの権威ある文学賞の候補作になり、アルジェリアのフランス語新聞『レコー・ダルジェ（L'Écho d'Alger、アルジェの響き）』の文学賞「四陪審員賞（Prix des Quatre Jurys）」に選出されたが、受賞を拒否した。
フランス語で書いた小説をフランスの大手出版社から発表し、しかもフランスで評価されたことに対して、すでに1920年代からアルジェリアの独立を主張していたメッサリ・ハジが率いるアルジェリア人民党（PPA）および民主的自由の勝利のための運動（MTLD）を中心に民族主義者から「裏切り者」、地域主義者、同化主義者と批判された。
1954年にアルジェリア独立戦争が勃発すると、民族解放戦線（FLN）を支持し、偽名で国外の団体に宛てた請願書などを執筆した（たとえば、日本でも1958年に民族解放戦線の極東代表部が東京に設置され、1961年に日本北アフリカ協会が設立された）。しばらく友人のもとに身を隠していたが、逮捕されるおそれがあったため、1957年にモロッコに亡命した。亡命後1959年までフェスのリセ・ムーレイ＝イドリースで教鞭を執り、また、独立戦争を題材にした戯曲『フェーン』（「フェーン」はスイスやオーストリアで晩冬から早春にかけて見られる、高温で乾燥した突風）を執筆したが、いったん原稿を破棄し、独立後に書き上げて1967年にようやくアルジェリア国立劇場で上演された。だが、この作品もまた物議を醸し、1982年になってようやくパリで刊行されることになった。

### ベルベル（タマジグ）言語・文化研究
アルジェリア独立後の1962年に帰国し、アルジェ大学で民族誌学を教えた。また、独立後は分離独立運動を警戒した政府によって大学でベルベル語を教えることが禁じられていたが、1965年にウアリ・ブーメディエン新政権が誕生すると、教育相に就任したアフメド・タレブから同大学の文学部でベルベル語の講座を担当するよう個人的に依頼された。このため、正規の講座としてではなく、民族学部門の特設講座としてであったが、以後、マムリは1972年まで7年にわたって許可される限りにおいてベルベルの言語と文化を教えた。許可が下りないときにはボランティアで教えたが、1973年に高等教育課程の民族学、人類学の講座が廃止された。これらは植民者の（植民地時代の）学問であるという理由であった。
アルジェ大学の講義を続ける一方で、1969年から1980年まで人類学・先史学・民族誌学研究所（CRAPE）の所長を務めた。この研究所は1949年にアルジェ大学の人類学・先史考古学研究所として創設され、1971年12月23日に人類学・先史学・民族誌学研究所として国立科学研究機関に属する研究所となり、後の1999年に国立先史学・人類学・歴史学研究所に改称されることになる。なお、文化人類学者の宮治美江子は、1974年から75年にかけてカビリー地方で初めて本格的な調査をしたときに、1968年にアルジェ大学でマムリに師事したことから、彼の人類学・先史学・民族誌学研究所を介して調査許可を得たという。
マムリは1978年まで独自にフィールドワークを行う一方で、人類学・先史学・民族誌学研究所でアルジェリア人の若手研究者を積極的に採用するなどして、若手研究者・後継者の養成に尽力した。主にカリビー地方と同じく北部のグララのベルベルの口承文学、民族音楽学、民族史を中心に調査を進め、音声言語であるベルベル語（カビール語）の文字起こしをし、ベルベル語による初のベルベル語文法書を執筆し、フランス語・タマジグ語辞典やフランス語・トゥアレグ語辞典も編纂した。口承文学の紹介では、カビール語の古詩やシ・モハンド・ウ・ムハンド（Si Mohand Ou Mhand、1848-1905年頃）の「イセフラ（isefra）」（ベルベル文学の定型詩の一つアセフル（asefru）の複数形）のベルベル語・フランス語対訳や、カリビー地方ベルベル人の物語集（児童文学作品）、ベルベル言語圏の民族音楽（国際連合教育科学文化機関（ユネスコ）の無形文化遺産）である「グララのアヘリル」に関する著書を発表した（著書参照）。

### ベルベルの春
1980年、ティジ・ウズ大学で行われる予定であったマムリの講演会が中止になったことをきっかけに、ベルベルの春が起こった。マムリは講演会に向かう途中で憲兵に止められ、騒ぎが起こりそうだからという理由で中止を求められたのだが、かねてからアルジェリア政府によるアラブ化政策に反対し、アルジェリアの少数派民族ベルベル人の文化を尊重するよう求めていたティジ・ウズ大学の学生らは、中止の知らせを受けると、ベルベル文化に対する抑圧だとしてバリケードを張って大学を封鎖し、抗議運動を行った。この事件はカビリー地方の労働者を巻き込むゼネストに発展し、軍に弾圧されて、127人の死者を出す惨事となった。マムリは反体制派の首謀扱いをされ、「植民地主義の加担者」、「トラブルメーカー」、または比喩的に「放火を教唆する者」などと批判されたが、「ベルベルの春」は1962年の独立以来初の反体制運動であり、これによってベルベル文化復興運動と人権擁護の運動の口火が切られた。
この後アラブ化政策に対する国民の不満がさらに募り、1988年に食糧不足を機にアルジェリア全土の主要都市で10月暴動が起こったとき、マムリは、1980年のベルベルの春で抗議運動を行った人々の声が聞き入れられていたら、1988年の惨事は回避できたはずだと語った。
マムリはアルジェ大学を退官した後、1982年、フェルナン・ブローデルが1963年に創設した人間科学館財団と社会学者・人類学者・哲学者のピエール・ブルデューの協力を得て、パリ6区にアマジグ研究所（CERAM）を創設し、1985年に機関誌『アワル（AWAL、「言葉」の意）』を創刊した（人間科学館財団刊行）。「ベルベル」が「野蛮人」を意味するギリシア語の「バルバロイ」に由来するのに対して、「アマジグ」はベルベル人（アマジグ人）の自称あるいは現地で公に使われている言葉である。カビリー＝ベルベル文化の多様性・豊かさを紹介する『アワル』誌には、言語学者、作家、社会学者、歴史学者がアラビア語、フランス語、スペイン語の3か国語で寄稿した。学際的な研究発表の場であると同時に、詩を中心とした文学作品、さらには現代作家を紹介する場でもあった。マムリはこの活動の一環としてアマジグ語・アマジグ文学のセミナーやシンポジウムを開催し、社会科学高等研究院でも講演会を行い、1988年、こうした功績により、ソルボンヌ大学の名誉教授の称号を授与された。

### フランス語マグレブ文学第一世代
マムリは、『貧者の息子』（1950年）のムールード・フェラウン、『アフリカの夏』（1959年）のムハンマド・ディブ、『ネジュマ』（1956年）のカテブ・ヤシーンとともにアルジェリア（またはマグレブ全体）のフランス語作家の第一世代であり、フランス語マグレブ文学の先駆者とされる。日本でアラブ文学・マグレブ文学の翻訳が最初に紹介されたのは1970年代のことであり、1974年に野間宏編『現代アラブ文学選』、1978年から80年にかけて野間宏・前嶋信次編『現代アラブ小説全集』全10巻が刊行された。4人の第一世代作家はそれぞれ邦訳が1冊刊行されたのみであるが、ディブの『アフリカの夏』とマムリの『阿片と鞭』は他の第一世代作家に先駆けて、この『現代アラブ小説全集』として刊行された。この2人のアルジェリア人作家以外は、エジプトの作家が5人のほか、レバノン、パレスチナ、スーダンがそれぞれ1人である。マムリは国際ペンクラブ、国際アジア・アフリカ作家会議の会員であり、特に国際アジア・アフリカ作家会議のアルジェリア代表として、1974年に日本アラブ文化連帯会議に出席するために来日している。また、上述のように人類学者としても日本の研究者との交流があった。
彼はこのほか、アルジェリア独立の翌1963年にアルジェリア作家連合の結成に参加し、1966年まで会長を務めた。事務総局長を務めたのは、植民地主義と闘った詩人ジャン・セナックである。マムリは会長を辞任した理由について、組織とは結局、規律に従うこと、形式主義、全体主義であって、「顔があって、名前があって、心がある個人を羊のように檻に囲い込むことである」と考えたからであると説明している。
マムリは処女作『忘れられた丘』のほか、『義人の眠り』（1952年）、『阿片と鞭』（1965年）、『横断』（1982年）の長編4作と短編集2冊を発表した（雑誌掲載の短編を除く）。アルジェリア独立の3年後に発表された『阿片と鞭』は、アルジェリア独立戦争を背景にカビリー社会の変容や内部崩壊を描いた作品であり、独立の達成は描かれないまま、村が砲弾を受けて壊滅する場面で終わっている。この作品は1969年にアフメド・ラシュディ監督によって映画化され、アルジェリア映画の古典となっているが、原作と違ってアラビア語による作品であり、カビール語の人名も、たとえば「アミルーシュ」が「アッバース」に変更されるなど、ベルベル語の表現がかなり失われている。ラシュディはマムリに人類学の観点から評論を書くよう依頼したが、マムリはいったん断った後、説得されて執筆したものの、映像を見ないまま執筆した。にもかかわらず、映像にも状況にも歴史の場面にも完全に一致する内容であったとラシュディは語っている。なお、邦訳『阿片と鞭』には、マムリと同様に「異言語」で執筆する金石範による小論が添えられている。

### 死去・没後・マムリの言葉
1989年2月25日23時頃、モロッコのウジダで行われた講演会からの帰途、アイン・デフラ県近くで故障して道路上に停車していたトラックを避けるために急ブレーキをかけたところ、後続のタクシーが追突。その勢いで車が大木に衝突し、死去した。享年71歳。故郷のアイト・イェンニ墓地に眠る。
1992年にベルベル文化復興運動によってムールード・マムリ賞が創設された。政治情勢の悪化によって中断されたが、2001年に再開された。アマジグ語文学作品に与えられる賞である。
マムリは常に少数派民族を支持した。カナリア諸島の解放運動に貢献し、カナリア諸島自治・独立運動（Movimiento por la Autodeterminación e Independencia del Archipiélago Canario）の結成につながった。カナリア諸島独立運動家のアントニオ・クビージョには、「植民者は常に植民地の民族を愚昧化して支配するために、民族の歴史的記憶を消し去ろうとする … 歴史意識のない民族は民族ではない … 解放運動のために闘う知識人・政治家の義務は、人々に民族の歴史を教え、歴史意識を目覚めさせることである」と語っていた。
彼は人生を振り返って、「何の後悔もない」という。「別の生き方をしようとは思わなかった。…（ベルベル人は）民族の解放に向かっていると確信している。無知、先入見、無教養がこの自由な運動の妨げになることはあっても、やがては見せかけから真実を見分けることができるようになる。そして、後には文学だけが残る」と期待する。

## 著書

### 小説
- La Colline oubliée, Paris, Plon, 1952 ; Paris, Union Générale d’Éditions, S.N.E.D., Collection 10/18, 1978 ; Paris, Folio Gallimard, 1992（『忘れられた丘』）
- Le Sommeil du juste, Paris , Plon, 1952, 2nde édition, Paris, Union Générale d’Éditions, S.N.E.D., Collection 10/18, 1978（『義人の眠り』）
- L’Opium et le bâton, Paris, Plon, 1965 ;, Paris, Union Générale d’Éditions, S.N.E.D., Collection 10/18, 1978 ; Paris, La Découverte, 1992
  - 『阿片と鞭』菊池章一訳、河出書房新社、1978年
- La Traversée, Paris, Plon, 1982 ; Alger, Bouchène, 1992（『横断』）

### 短編集
- Ameur des arcades et l’ordre, Paris, Plon, 1953 ; Ameur des arcades, Syros, 1994（『回廊のアメール』）
- Escales, Alger, Révolution africaine, 1985 ; Paris, La Découverte, 1992（『寄港地』）

### 演劇
- Le Foehn, Paris, PubliSud, 1982（『フェーン』、1967年、アルジェで初演）
- Le Banquet, précédé d’un dossier, « la mort absurde des aztèques », Paris, Librairie académique Perrin, 1973（『饗宴』、序幕「アステカ族の不条理な死」）

### 翻訳・文学評論
- Les Isefra de Si Mohand ou M’hand, texte berbère et traduction, Paris, Maspéro, 1969, 1978 et 1982; Paris, La Découverte, 1987 et 1994（『シ・モハンド・ウ・ムハンドのイセフラ - ベルベル語・フランス語対訳』）
- Poèmes kabyles anciens, textes berbères et français, Paris, Maspéro, 1980; Paris, La Découverte, 2001（『カビール語の古詩 - ベルベル語・フランス語対訳』）
- L’ahellil du Gourara, Paris, M.S.H., 1984.（『グララのアヘリル』ベルベル言語圏の民族音楽（国際連合教育科学文化機関（ユネスコ）の無形文化遺産）
- Yenna-yas Ccix Muhand, Alger, Laphomic, 1989; Cheick Mohand a dit. Inna-Yas Ccix Muhend, CNRPAH, 2006
- Machaho ! Contes berbères de Kabylie, Paris, Bordas, 1980（カリビー地方ベルベル人の物語、児童文学）
- Tellem chaho ! Contes berbères de Kabylie, Paris, Bordas, 1980（カリビー地方ベルベル人の物語、児童文学）

### 文法書・辞書・研究書
- Tajerrumt n tmazigt (tantala taqbaylit), Paris, Maspéro, 1976 - ベルベル語で書かれた最初のベルベル語文法書
- Précis de grammaire berbère, Paris, Awal, 1988 - フランス語で書かれたベルベル語文法書
- Lexique français-touareg, Paris, Arts et métiers graphiques, 1967 - フランス語・トゥアレグ語辞典（ジャン＝マリー・コルタード（Jean-Marie Cortade）共著）
- Amawal Tamazigt-Français et Français-Tamazigt, Imedyazen, Paris, 1980 - フランス語・タマジグ語辞典
- Awal. Cahiers d’études berbères, Paris, Awal, 1985-1989 - ムールード・マムリ監修ベルベル研究ノート

## 参考資料
- 鵜戸聡「異言語で敗北を引き受ける - 金石範からムールード・マムリへ」『立命館言語文化研究』第25巻第2号、立命館大学国際言語文化研究所、2014年1月、127-139頁 - 日本におけるアラブ文学の受容史と『阿片と鞭』作品論
- 茨木博史「父になれぬ息子 - ムールード・マムリ『忘れられた丘』について」『Résonances - レゾナンス - 東京大学大学院総合文化研究科フランス語系学生論文集』第7巻、東京大学教養学部フランス語・イタリア語部会「Résonances」編集委員会、2011年12月21日、74-75頁 - 処女作『忘れられた丘』作品解説
- 宮治美江子「マグリブ研究と文化人類学 - 女性たちとの出会いを重ねて」『イスラーム世界研究』第10巻、京都大学大学院アジア・アフリカ地域研究研究科附属イスラーム地域研究センター、2017年3月20日、86-102頁 - マムリとの交流、「ベルベルの春」の状況